# Pelourinho de Lanhoso
O Pelourinho de Lanhoso localizava-se na freguesia de Póvoa de Lanhoso, no município do mesmo nome, no distrito de Braga, em Portugal.
Classificado como Monumento Nacional em 1910, encontra-se sem protecção legal desde 1934, altura em que a sua classificação foi revogada. Não está abrangido por Zona Especial de Protecção (ZEP) ou Zona de Protecção (ZE), ou por outra classificação.
O paradeiro do pelourinho é, atualmente, desconhecido.